# Algemene Begraafplaats Coevorden
Algemene Begraafplaats Coevorden is een algemene begraafplaats die ligt aan de Ballastweg in Coevorden naast de Joodse begraafplaats.
Op het oude gedeelte zijn nog enkele graftrommels te vinden. Ook staat hier een baarhuisje dat een provinciaal monument is. Opvallend is het graf van burgemeester Jan Willem van der Lelij dat is opgetrokken in art-nouveau-stijl.

## Afbeeldingen

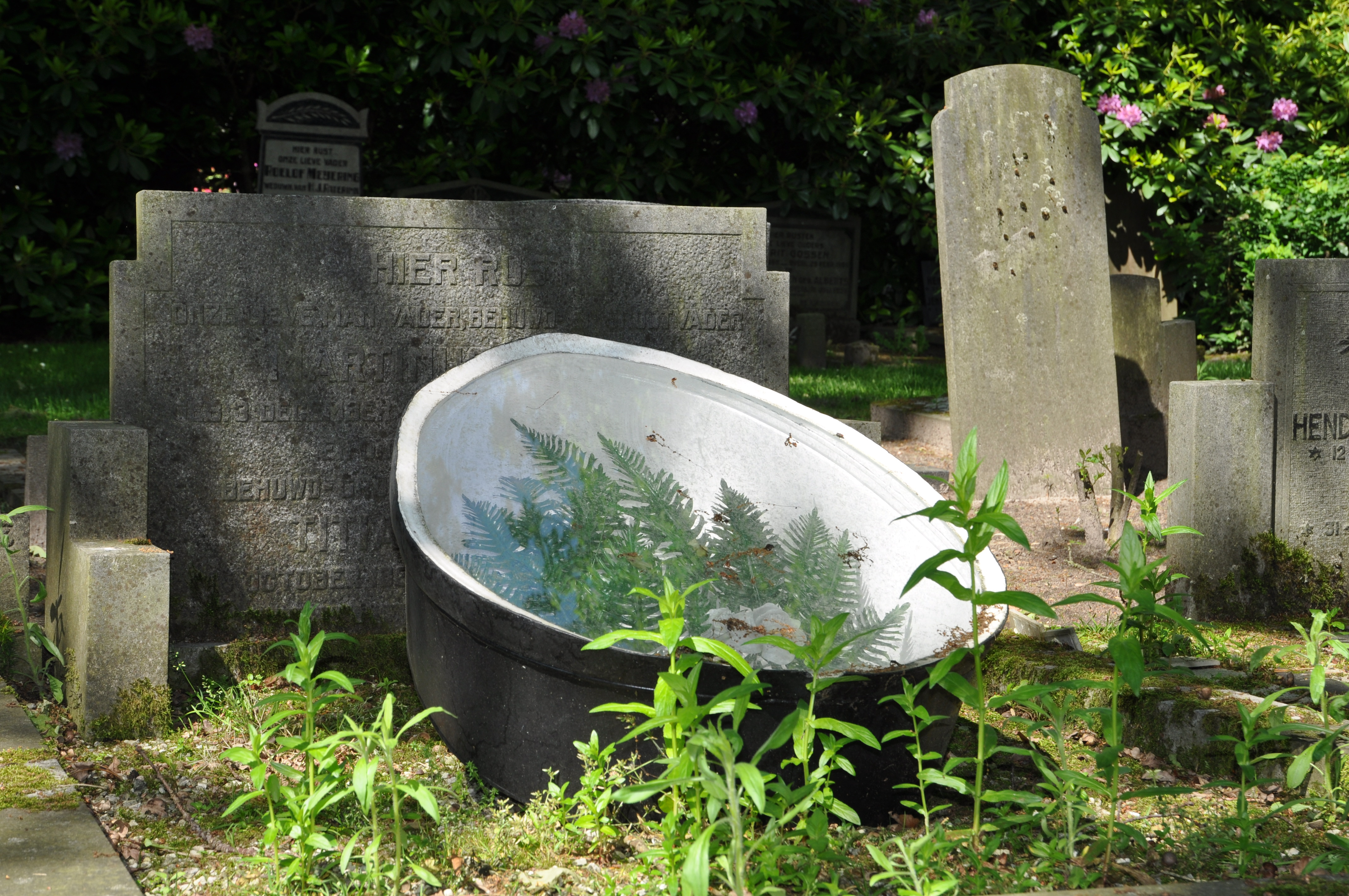
Graftrommel
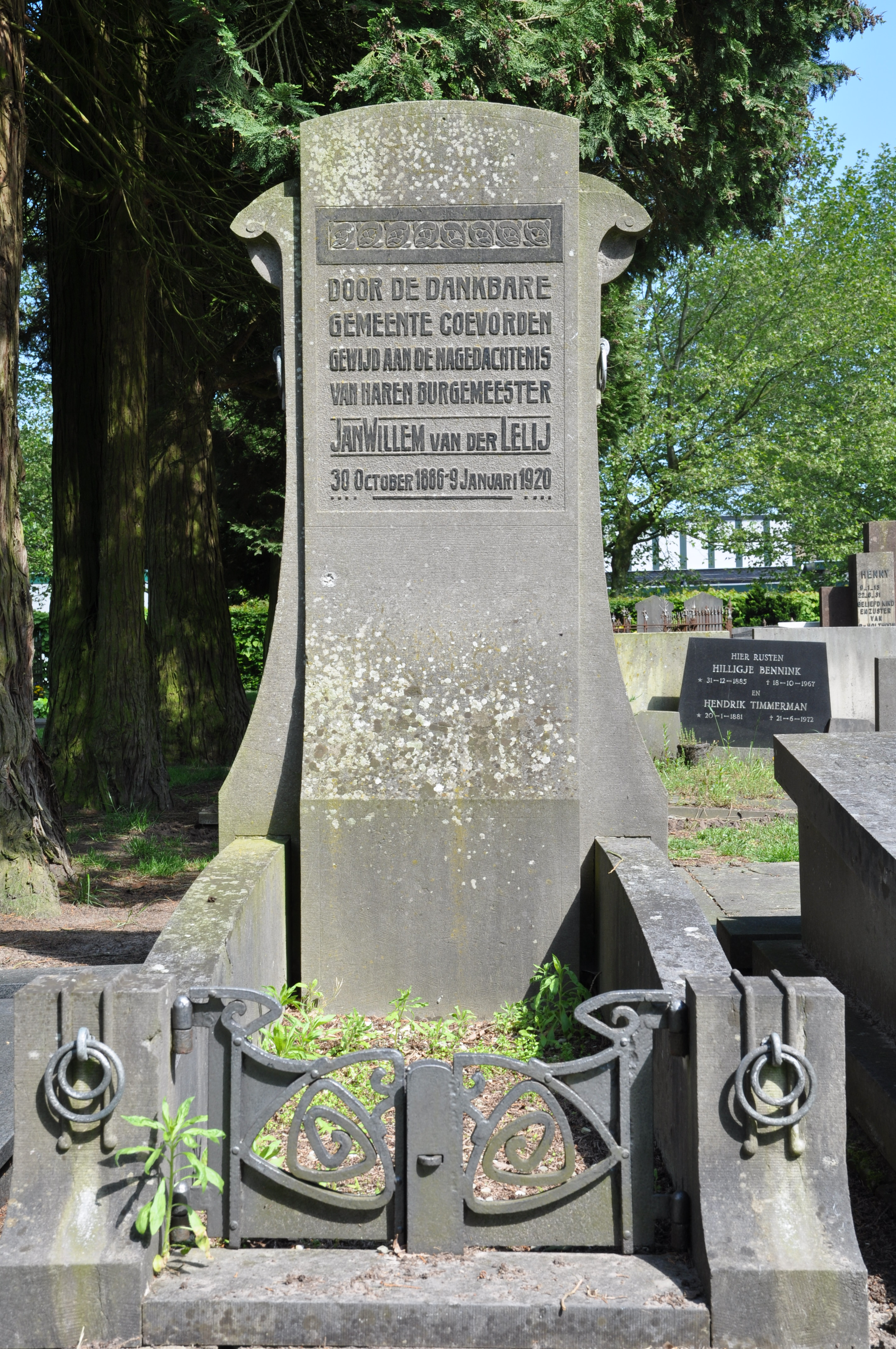
Graf van burgemeester Jan Willem van der Lelij
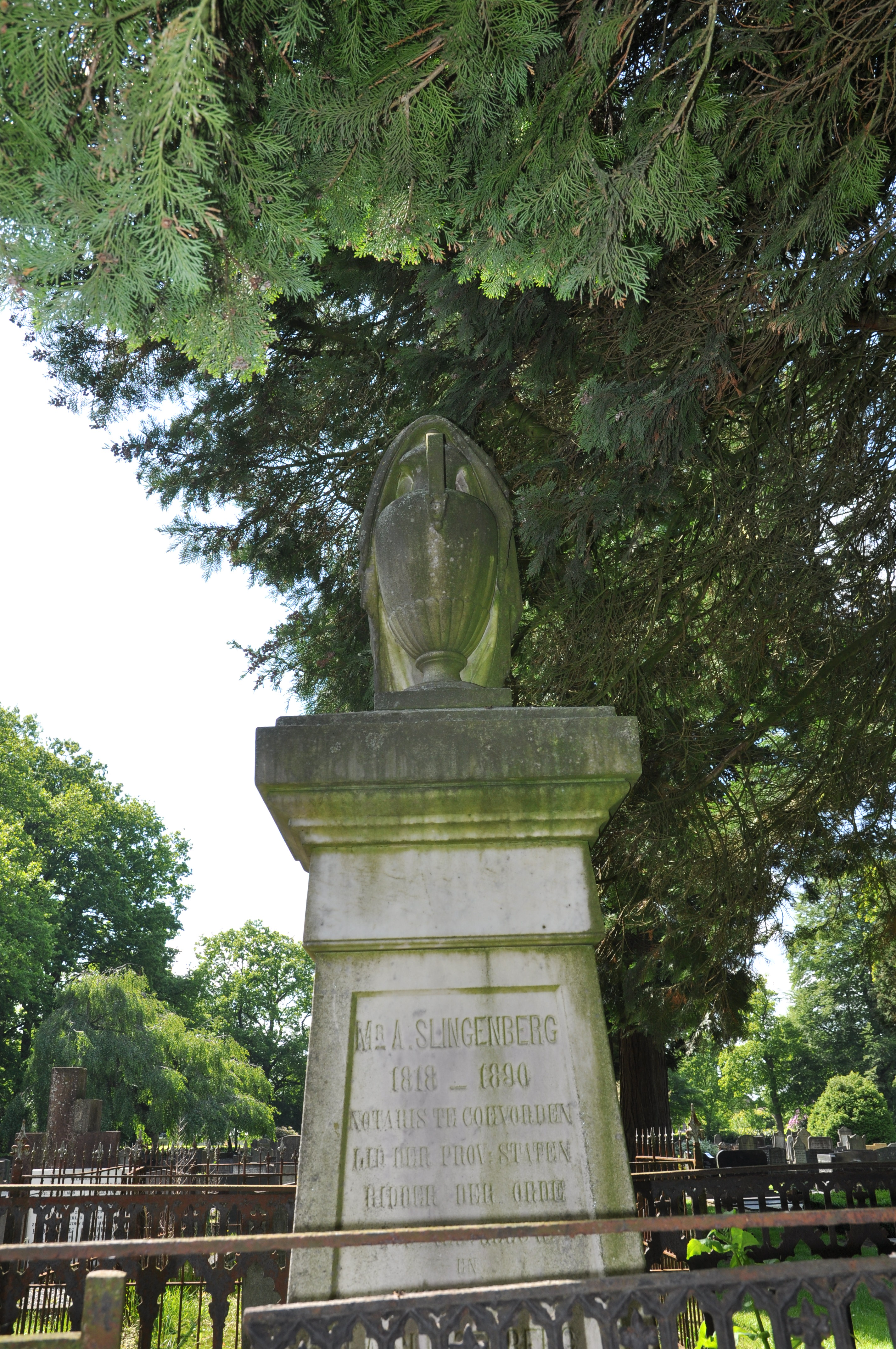
Graf van Mr. A. Slingenberg
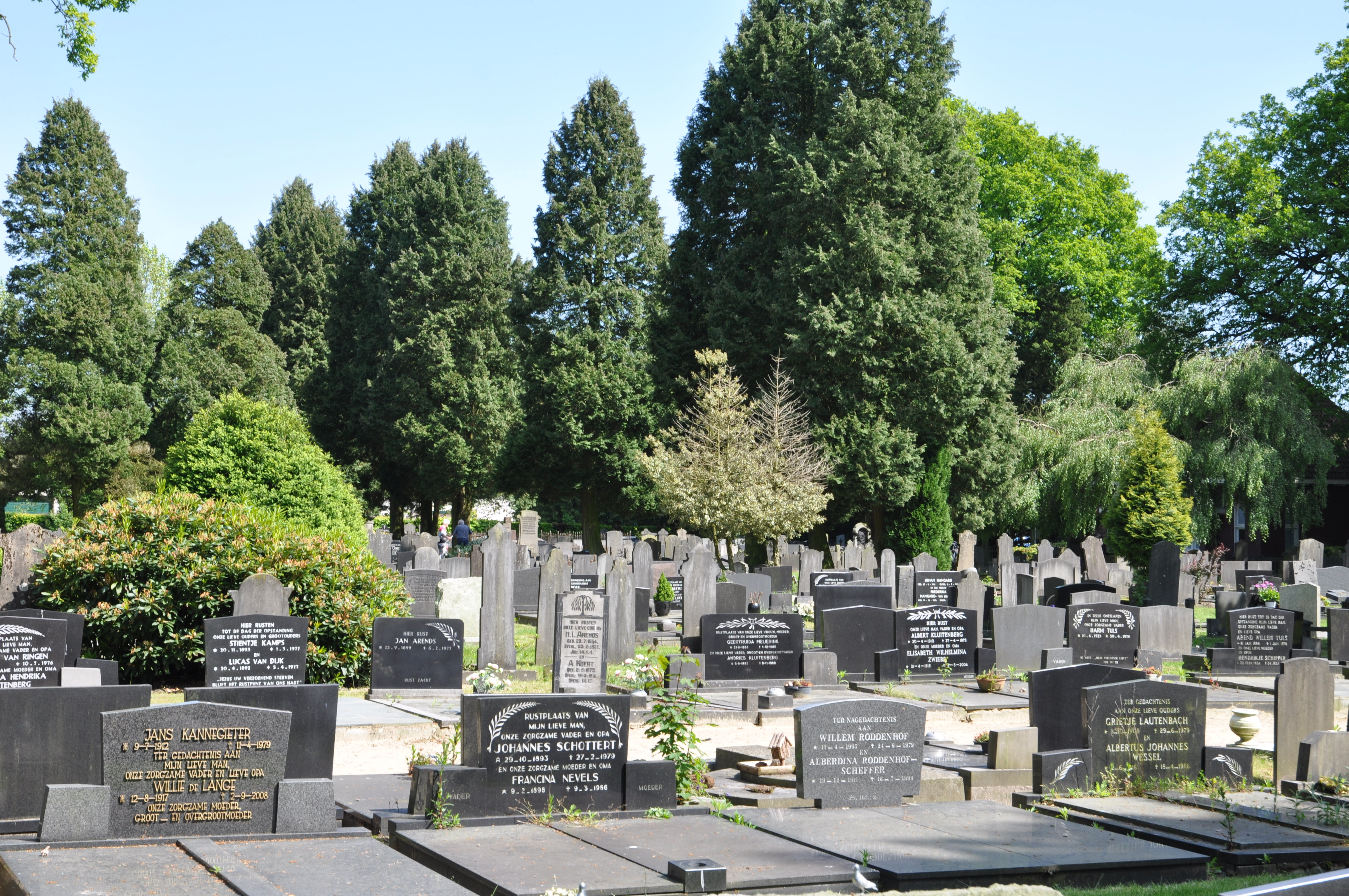
Overzicht